# نظرية الفعل (علم الاجتماع)
في علم الاجتماع، نظرية الفعل هي النظرية التي تناقش الفعل الاجتماعى وقدمها المنظران تالكوت بارسونز وماكس فيبر.
تعتمد نظرية الفعل الاجتماعي على قضية أساسية فيما يتعلق بتفسير وتأويل السلوك الإنساني ألا وهي أن كل سلوك هو سلوك هادف، أي أن الفاعل الاجتماعي لبلوغ هدف أو غاية ما فإنه يختار عدة وسائل وأنماط سلوك متعارف عليها اجتماعيا للوصول إلى غاياته، حيث يتضمن الفعل اختيار الفاعل لعدد محدود من الوسائل التي تحقق هدفه دون وسائل أخرى، وبذلك يحصل التمايز بين الوسائل والغايات، ولا يقتصر الفعل الاجتماعي، ولكل فاعل اجتماعي طريقته الخاصة في معرفة أساليب السلوك وسياقاتها الإجتماعية.
تميز النظرية الاجتماعية عادة بين الفعل والسلوك، فبينما يشكل السلوك حركة بدنية أو (فطرية) بحتة تصدر عن الشخص الذي قام بها، يكون الفعل نابعا من قصد وهادفا إلى غاية. بصيغة أدق: الفعل الاجتماعي يستهدف به صاحبه سلوك الآخرين وأفعالهم. أو هو سلوك إرادي لدى الإنسان لتحقيق هدف محدد وغاية بعينها.

## نظرية الفعل الاجتماعى عند فيبر

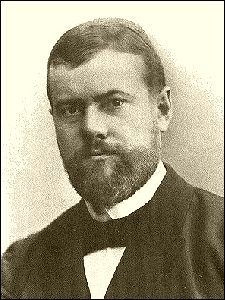
ماكس فيبر(21 ابريل 1864 -14 يونيو 1920

'يعتبر فيبر أن الفعل الاجتماعي له معنى عند الفاعل (كل فعل له قصد معين).'
الفعل الاجتماعي هو الموضوع الأساسي لعلم الاجتماعي عند فيبر وعرفه بانه (صورة السلوك الإنساني الذي يشتمل على الاتجاه الداخلي اوالخارجي الذي يكون معبراً عنه بواسطة الفعل أو الإحجام عن الفعل).
وفقاً لمنظور فيبر وتعريفه للفعل الاجتماعي لابد من فهم السلوك أو الظواهر الاجتماعية على مستويين:
- أن نفهم الفعل الاجتماعي على مستوى المعنى للافراد انفسهم.
- أن نفهم هذا الفعل على المستوى الجمعي بين جماعات الافراد.

### أنماط الفعل عند فيبر
قسم فيبر الفعل إلى أربعة أنماط:

1. 4-	الفعل التقليدي (ماتمليه العادات والتقاليد والمعتقدات السائدة) يعبر عن استجابات آلية اعتاد عليها الفاعل يظل دائماً على هامش الفعل الذي توجهه المعاني

يفترض تناول الفعل الاجتماعي وجود فاعل، ومن تحليل الفعل تجد أنه يشمل أولاً الحوافز وتتضمن:
*المستوى الإدراكي ويعني معرفة الفاعل بغايته والبدائل الممكنة لتحقيقها.
*المستوى الوجداني وهو مؤشر حماسة واهتمامه.
*الجانب القيمي فيعبر عن القيمة والوزن المرتبط بالفعل ونتائجه.
هذه الحوافز الثلاثة تحرك ذهن الفاعل فيقدم على الفعل، فتؤثر عليه موجهات مقيدة وهي الجزء الثاني من تحليل الفعل إضافة للحوافز التي ذكرناها في أولاً أعلاه، فالفاعل ليس مطلق بل عليه قيود.
الأول هو الموقف الاجتماعي، وهذا الموقف يتأتى من مكونين أحدهما هو الظروف الموضوعية (ما يحيط بالفاعل من مؤثرات بيئية اجتماعية) والمكون الثاني هو ظرف الجانب الذاتي للفاعل، هذين المكونين يتحدان ويكونان الموقف الاجتماعي، وعندما يتفاعل الموقف الاجتماعي مع المعايير والقيم الثقافية يتوجه الفعل بشكل صحيح ويحقق الغاية.
إنّ بارسونز اكتشف أنّ نظرية الفعل الاجتماعي كما تمّ طرحها تساعد في تفسير السلوك لكنها لا تفسر النظام الاجتماعي واستمراره ولهذا تحول إلى تناول الفعل الاجتماعي في إطار النسق الاجتماعي.

## نظرية الفعل الاجتماعى عند بارسونز

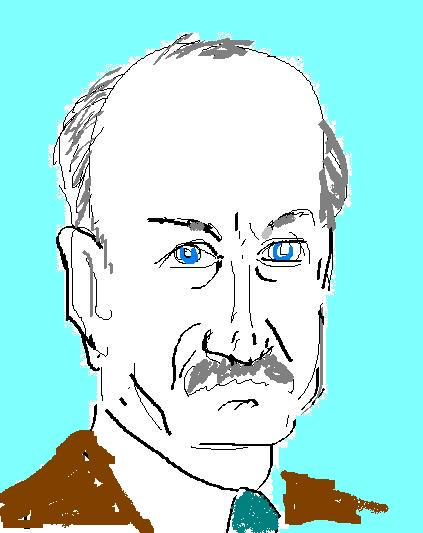
تالكوت بارسونز (13 ديسمبر 1902- 8 مايو 1979)

يمثل الفعل الاجتماعي بالنسبة إلى بارسونز الوحدة الأساسية للحياة الاجتماعية، ولاشكال التفاعل الاجتماعي بين الناس.
الصلة بين الافراد والجماعات مبنية على الفعل الاجتماعي، اوجه التفاعل الاجتماعي اشكال للفعل التي تتباين في اتجاهاتها وانواعها ومساراتها.
يعد الفعل عنده وحده يستطيع الباحث من خلالها رصد الظواهر الاجتماعية وتفسير المشكلات التي يعاني منها الافراد والمؤسسات باختلاف تطورها.

### تعريف الفعل الاجتماعى
الفعل الاجتماعي: هو سلوك إرادي لدى الإنسان لتحقيق هدف محدد وغاية بعينها.

### بنية الفعل الاجتماعى
- بنية تضم الفاعل بخصائصه وسماته.
- موقف يحيط بالفاعل ويتبادل معه التاثير.
- موجهات قيمية واخلاقية تجعل الفاعل يميل إلى ممارسة هذا الفعل أو ذاك، وفعل هذا
أو ذاك.
درس بارسونز الفعل الإنساني بوصفه منظومه اجتماعية متكامله يسهم كل عنصر من عناصرها في تكوين الفعل على نحو من الانحاء:
المنظومة العضوية، المنظومة الشخصية، الاجتماعية، الثقافية، الحضارية.
* المنظومة العضوية: تحدد الخصائص العضوية للفاعل، تتحدد من خلالها حاجاته وامكاناته وقدراته تحدد ممارسته للفعل.
* المنظومة الشخصية: الخصائص التي تميز الفاعلين بعضهم عن بعض، من حيث القوة في التاثير والقدرة على تحمل المصاعب.
* المنظومة الاجتماعية: نظم التفاعل والروابط التي يقيمها الناس بين بعضهم البعض، ويمارسون الفعل من خلالها بحسب الموقع الاجتماعي في بنية المنظومة الاجتماعية.
* المنظومة الحضارية والثقافية: تاتي في اعلى مستويات منظومة الفعل، تنطوي على القيم والاخلاق والمباديء العامة التي توحد تنوعات المنظومة الاجتماعية، ويستطيع المرء من خلالها ان يميز اشكال الفعل ويحكم على صلاحيتها بالنسبة إلى ثقافته وحضارته.
وتتجلى وحدة المجتمع بوحدة المنظومة الثقافية والحضارية التي تؤلف مصدر تقويم الافعال وتوجيهها، وبفضل وحدة المنظومة الثقافية أيضاً يتحقق للتنظيم الاجتماعي توازنه واستقراره.
يشير بارسونز إلى جملة من الآليات (الضوابط) التي تسهم في حفظ النظام وتوازنه مع اختلاف الزمن والمراحل التي يمر بها التنظيم الاجتماعي منها:
-التنشئة الاجتماعية التي يلقن الفرد منذ صغره القيم والمعايير الثقافية التي تضبط السلوك واشكال الفعل وتوجيهها.
واستقرار التنظيم الاجتماعي وبقاؤه يعود إلى قدرته على التكيف مع التغيرات التي تطرأ على تفاعله مع المحيط، وتلبية الحاجات التي تدعو إليها عمليات التغيير لكل مكون من مكونات التنظيم وبذلك يحقق التنظيم الاجتماعي وظيفتين بآن واحد.
-تكيفه مع البيئة المحيطة به.
-وتكامل مكوناته من جهة أخرى.
تسهم نظرية الفعل الاجتماعي التي عمل بارسونز على تطويرها في توضيح الكثير من القضايا الاجتماعية، اخذت به موقعاً متقدماً في دراسات علم الاجتماع في الولايات المتحدة ومعظم دول العالم بماتحتويه من قدرات تحليلية تمكن الباحث من معالجة الكثير من القضايا الاجتماعية وقضايا علم الاجتماع.

### الانتقادات الموجهة لبارسونز
1. 1.	ان نظريته عن الفعل تكشف عن ابعاد ومقومات غامضة.
2. 2.	ان تحول بارسونز من الطوع في بناء السلوك البشري إلى الاهتمام بالجوانب النفعية أو ماشابه ذلك يعبر اصدق مايكون التعبير عن تاثير الايديولوجيا في تفكيره وتقييدها لكثير ممايقدمه من تصورات وتمييزه بين الفعل والسلوك ليس له مايبرره الالتبريرات الفلسفية.